# Australazja na Letnich Igrzyskach Olimpijskich 1908
Australazję na IV Letnich Igrzyskach Olimpijskich w Londynie reprezentowało 30 sportowców w 6 dyscyplinach. Był to debiutancki start Australazyjczyków na letnich igrzyskach olimpijskich.

## Zdobyte medale
| Medal  | Zawodnik | Dyscyplina sportowa | Konkurencja                     | Rezultat                                                                  | Data            |
| ------ | --- | ------------------- | ------------------------------- | ------------------------------------------------------------------------- | --------------- |
| Złoto  | John Barnett Frank Bede-Smith Phil Carmichael Daniel Carroll Bob Craig Tom Griffin Jack Hickey Malcolm McArthur Arthur McCabe Paddy McCue Chris McKivat Charles McMurtrie Sydney Middleton Tom Richards Charles Russell | Rugby union         | turniej mężczyzn                | W finale pokonali reprezentację Wielkiej Brytanii 32-3                    | 26 października |
| Srebro | Snowy Baker | Boks                | waga średnia                    | W finale przegrał z reprezentantem Wielkiej Brytanii Johnem Douglasem 1:2 | 27 października |
| Srebro | Frank Beaurepaire | Pływanie            | 400 m stylem dowolnym mężczyzn  | 5:44,2                                                                    | 16 lipca        |
| Brąz   | Frank Beaurepaire | Pływanie            | 1500 m stylem dowolnym mężczyzn | 22:56,2                                                                   | 25 lipca        |
| Brąz   | Harry Kerr | Lekkoatletyka       | chód na 3500 m                  | 15:43,4                                                                   | 14 lipca        |

## Skład reprezentacji

### Boks
| Zawodnik       | Konkurencja  | 1 Runda             | Ćwierćfinał           | Półfinał             | Finał/3. miejsce     | Finał/3. miejsce |
| Zawodnik       | Konkurencja  | Przeciwnik Wynik    | Przeciwnik Wynik      | Przeciwnik Wynik     | Przeciwnik Wynik     | Miejsce          |
| -------------- | ------------ | ------------------- | --------------------- | -------------------- | -------------------- | ---------------- |
| Reginald Baker | waga średnia | William Dees W (KO) | William Child W (2:0) | William Philo W (KO) | John Douglas P (1:2) | srebro           |

### Lekkoatletyka
Konkurencje biegowe
| Zawodnik       | Konkurencja        | 1 Runda   | 1 Runda | Półfinał | Półfinał | Finał   | Finał   |
| Zawodnik       | Konkurencja        | Wynik     | Miejsce | Wynik    | Miejsce  | Wynik   | Miejsce |
| -------------- | ------------------ | --------- | ------- | -------- | -------- | ------- | ------- |
| Harvey Sutton  | 800 m              | —         | —       | 2:00,0   | 3.       | NQ      | NQ      |
| Joseph Lynch   | 1500 m             | —         | —       | b.d      | 5.       | NQ      | NQ      |
| Charles Swain  | 1500 m             | —         | —       | DNF      | DNF      | NQ      | NQ      |
| George Blake   | 5 mil              | —         | —       | b.d      | 3.       | NQ      | NQ      |
| Joseph Lynch   | 5 mil              | —         | —       | DNF      | DNF      | NQ      | NQ      |
| Victor Aitken  | maraton            | —         | —       | —        | —        | DNF     | DNF     |
| George Blake   | maraton            | —         | —       | —        | —        | DNF     | DNF     |
| Joseph Lynch   | maraton            | —         | —       | —        | —        | DNF     | DNF     |
| Henry Murray   | 110 m przez płotki | 16,3      | 2.      | NQ       | NQ       | NQ      | NQ      |
| Henry Murray   | 400 m przez płotki | 59,8      | 2.      | NQ       | NQ       | NQ      | NQ      |
| Harry Kerr     | chód na 3500 m     | 16:02,2   | 2. Q    | —        | —        | 15:43,4 | brąz    |
| Arthur Rowland | chód na 3500 m     | 16:08,6   | 3. Q    | —        | —        | 16:07,0 | 5.      |
| Arthur Rowland | chód na 10 mil     | 1:21:57,6 | 5.      | —        | —        | NQ      | NQ      |
| Harry Kerr     | chód na 10 mil     | 1:18:40,2 | 3.      | —        | —        | DNS     | DNS     |

Konkurencje techniczne
| Zawodnik        | Konkurencja          | Eliminacje | Eliminacje | Finał | Finał   |
| Zawodnik        | Konkurencja          | Wynik      | Miejsce    | Wynik | Miejsce |
| --------------- | -------------------- | ---------- | ---------- | ----- | ------- |
| Ernest Hutcheon | skok wzwyż z miejsca | b.d        | 19.        | NQ    | NQ      |

### Pływanie
| Zawodnik                                                               | Konkurencja        | Eliminacje | Eliminacje | Półfinał | Półfinał | Finał   | Finał   |
| Zawodnik                                                               | Konkurencja        | Czas       | Miejsce    | Czas     | Miejsce  | Czas    | Miejsce |
| ---------------------------------------------------------------------- | ------------------ | ---------- | ---------- | -------- | -------- | ------- | ------- |
| Theodore Tartakover                                                    | 100 m dowolnym     | b.d        | 2.         | NQ       | NQ       | NQ      | NQ      |
| Frank Beaurepaire                                                      | 100 m dowolnym     | 1:13,2     | 1. Q       | b.d      | 4.       | NQ      | NQ      |
| Edward Cooke                                                           | 100 m dowolnym     | b.d        | 3.-4.      | NQ       | NQ       | NQ      | NQ      |
| Frank Beaurepaire                                                      | 400 m dowolnym     | 5:49,2     | 1. Q       | 5:44,0   | 1. Q     | 5:44,2  | srebro  |
| Theodore Tartakover                                                    | 400 m dowolnym     | 6:35,0     | 1. Q       | b.d      | b.d      | NQ      | NQ      |
| Frank Springfield                                                      | 400 m dowolnym     | 5:57,4     | 2.         | NQ       | NQ       | NQ      | NQ      |
| Frank Beaurepaire                                                      | 1500 m dowolnym    | 23:45,8    | 1. Q       | 23:25,4  | 2. Q     | 22:56,2 | brąz    |
| Frank Springfield                                                      | 1500 m dowolnym    | 24:52,4    | 2.         | NQ       | NQ       | NQ      | NQ      |
| Edward Cooke                                                           | 200 m klasycznym   | DNS        | DNS        | NQ       | NQ       | NQ      | NQ      |
| Frank Beaurepaire Frank Springfield Reginald Baker Theodore Tartakover | 4 × 200 m dowolnym | —          | —          | 11:35,0  | 1.Q      | b.d     | 4.      |

### Rugby union
| - John Barnett - Frank Bede-Smith - Phil Carmichael - Daniel Carroll - Bob Craig - Tom Griffin - Jack Hickey - Malcolm McArthur |  | - Arthur McCabe - Paddy McCue - Chris McKivat - Charles McMurtrie - Sydney Middleton - Tom Richards - Charles Russell |

Rozegrano tylko jeden mecz, ponieważ do rywalizacji przystąpiły tylko dwie drużyny.
| 26 października 190815:15 | Australazja                                                                          | 32:3(13:0) | Wielka Brytania   | White City Stadium, Londyn Sędzia: Frank Potter-Irwin |
| 26 października 190815:15 | Hickey (1P) Carmichael (4pd, 1K) McCabe (2P) Carroll (2P) Richards (1P) McKivat (1P) | 32:3(13:0) | Bert Solomon (1P) | White City Stadium, Londyn Sędzia: Frank Potter-Irwin |

### Skoki do wody
| Zawodnik       | Konkurencja    | Eliminacje | Eliminacje | Półfinał | Półfinał | Finał | Finał   |
| Zawodnik       | Konkurencja    | Wynik      | Pozycja    | Wynik    | Pozycja  | Wynik | Pozycja |
| -------------- | -------------- | ---------- | ---------- | -------- | -------- | ----- | ------- |
| Reginald Baker | trampolina 3 m | 61,3       | 6.         | NQ       | NQ       | NQ    | NQ      |

### Strzelectwo
| Zawodnik     | Konkurencja                                 | Finał | Finał   |
| Zawodnik     | Konkurencja                                 | Wynik | Pozycja |
| ------------ | ------------------------------------------- | ----- | ------- |
| William Hill | karabin małokalibrowy leżąc 50 i 100 jardów | 354   | 16.     |
| William Hill | karabin małokalibrowy ruchoma tarcza        | DNF   | DNF     |
| William Hill | karabin małokalibrowy znikająca tarcza      | 36    | 18.     |